# Eurosatory
Eurosatory est un salon international consacré à la défense et à la sécurité terrestres et aéroterrestres. Il est organisé par le COGES (Commissariat Général des Expositions et Salons), filiale du Groupement des industries françaises de défense et de sécurité terrestres et aéroterrestres (GICAT), et se tient tous les deux ans en juin au parc des expositions de Paris-Nord Villepinte.

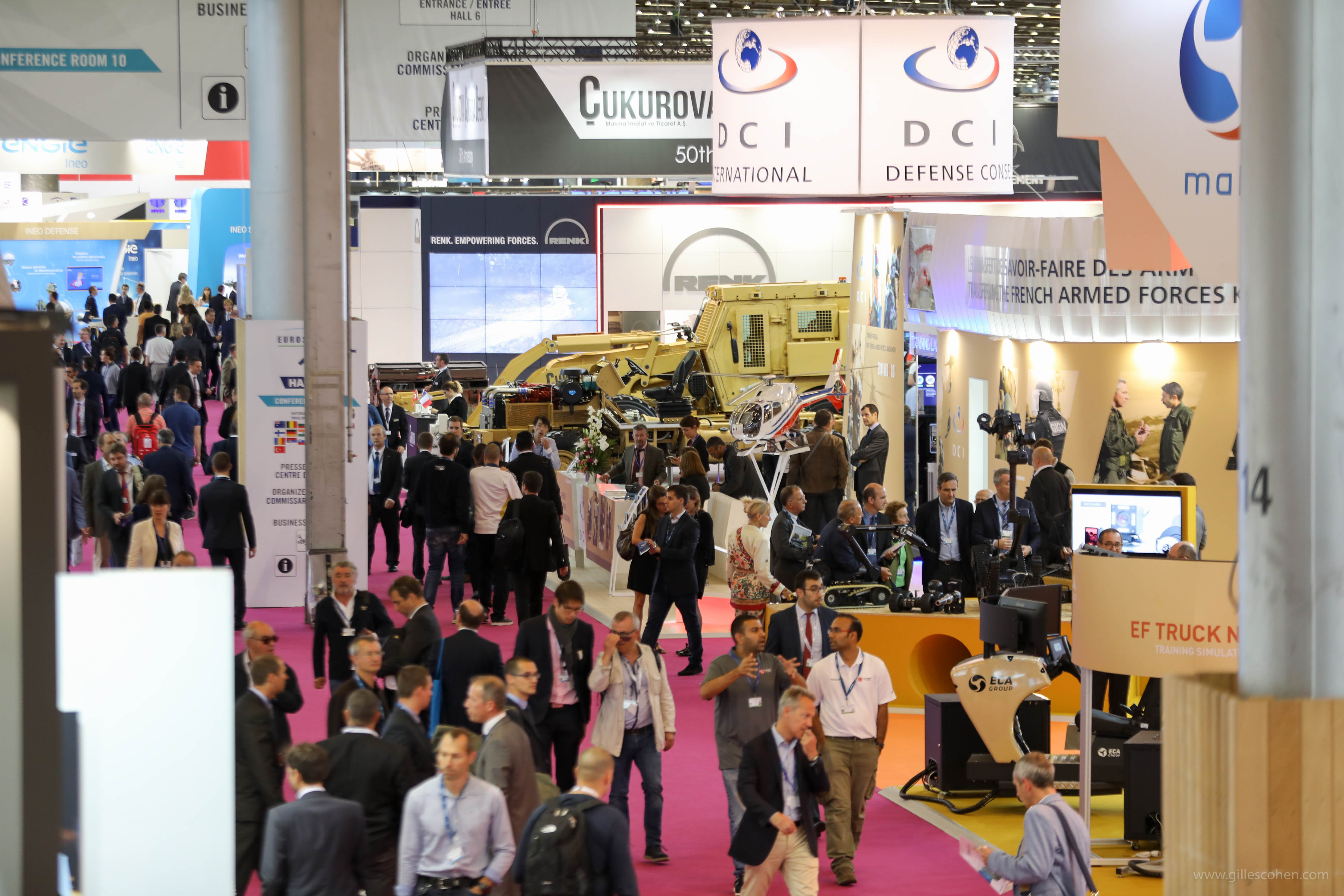
Visiteurs au salon Eurosatory 2018.

## Évolution
Avant 1967, des matériels en service ou en expérimentation étaient présentés chaque année par la Section Technique de l’Armée de Terre Française (STAT) sur le camp militaire de Satory, près de Versailles. Une journée était réservée aux attachés militaires étrangers en poste à Paris.
Le premier salon a été organisé par la délégation générale pour l'Armement et la Société Française de Matériels d’armement (SOFMA) au camp militaire de Satory en 1967 et a réuni une trentaine d'exposants. Se succèdent les SATORY I à SATORY X.
L'édition de 1992 marque un tournant puisque le salon devient européen, prenant le nom d'« EUROSATORY, Exposition européenne des matériels de défense terrestre » et le salon déménage au Parc des expositions du Bourget.
En 2000, le salon devient le « Salon international de la défense terrestre et aéroterrestre ».
À partir de 2002, le salon prend place au Parc d'Exposition de Paris-Nord Villepinte.
L'édition 2010 nommée « Semaine internationale de la défense » a mis l'accent sur la médecine opérationnelle, les drones et les robots terrestres ; elle a réuni 1 327 exposants de 54 pays et attiré 53 566 professionnels.[réf. nécessaire]
L'édition de 2020 est annulée sans report en raison de la pandémie de Covid-19.
Après 4 ans d’absence en raison de la crise sanitaire, l’édition 2022 du salon international de la défense et la sécurité terrestres et aéroterrestres a eu lieu du 13 au 17 juin 2022.

## Contestation

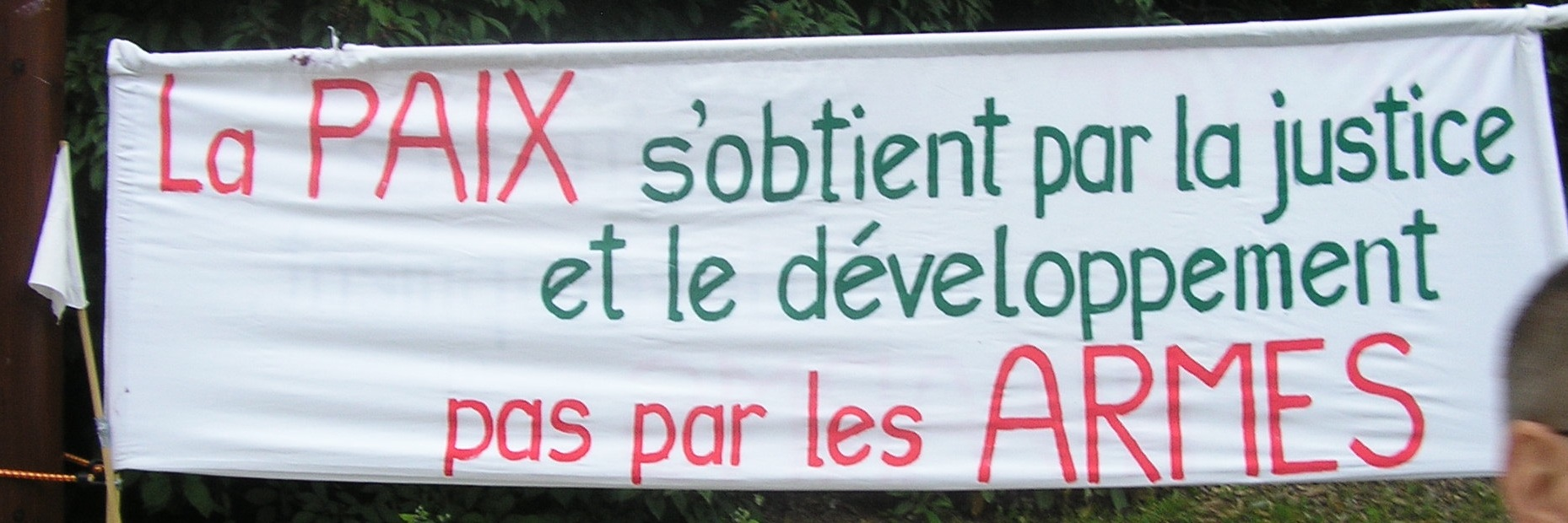
Banderole devant Eurosatory 2010.

Des manifestations ont parfois lieu devant le site — elles sont parfois interdites par arrêté préfectoral —, réunissant des pacifistes et autres opposants aux achats et ventes d'armes. Eurosatory, ou le « supermarché de la mort », est selon certains la grande rencontre entre fabricants d'armes et institutions politiques.
Des ONG telles Amnesty international parcourent le salon et mettent en cause certaines entreprises : Renault Trucks pour ses ventes à la dictature égyptienne, Airbus Helicopters pour la suspicion de blanchiment d'argent lors d'une vente au Kazakhstan, Nexter pour la livraison de matériels aux Émirats arabes unis.
Pour l'édition de 2024, le gouvernement annule la participation des entreprises de défense israéliennes. Le ministre des armées déclare «les conditions ne sont plus réunies pour recevoir les entreprises israéliennes sur le salon français, dans un contexte où le président de la République appelle à ce que les opérations israéliennes cessent à Rafah». Cette décision, demandée depuis plusieurs mois par différents acteurs, dont un collectif d'ONG, suscite les critiques du gouvernement israélien et de différents groupes en France,. Le 18 juin, le tribunal de commerce de Paris ordonne néanmoins de suspendre cette interdiction.